# Словения на Европейских играх 2015
Словения на I Европейских играх, которые прошли в июне 2015 года в столице Азербайджана, в городе Баку, была представлена 81 спортсменом в 15 видах спорта..

## Награды

### Золото
| Золото |                 |                              |
| #      | Спортсмены      | Вид спорта (дисциплина)      |
| 1      | Сашо Бертонцели | Спортивная гимнастика (конь) |

### Серебро
| Серебро |               |                           |
| #       | Спортсмены    | Вид спорта (дисциплина)   |
| 1       | Тина Трстеняк | Дзюдо (женщины, до 63 кг) |

### Бронза
| Бронза |                             |                           |
| #      | Спортсмены                  | Вид спорта (дисциплина)   |
| 1      | Рок Дракшич                 | Дзюдо (мужчины, до 73 кг) |
| 2      | Анамари Клементина Велеснек | Дзюдо (женщины, до 78 кг) |
| 3      | Женская команда по дзюдо    | Дзюдо (командный зачёт)   |

## Состав команды
Борьба
Греко-римская борьба
- Юре Кухар

 Велоспорт-маунтинбайк
- Грегор Крайнц
- Блажа Клеменчич
- Тина Персе

 Карате
- Тьяша Ристич

 Триатлон
- Домен Дорник
- Эва Сказа

 Тхэквондо
- Юре Пантар

## Результаты

### Борьба
В соревнованиях по борьбе разыгрывалось 24 комплекта наград. По 8 у мужчин и женщин в вольной борьбе и 8 в греко-римской. Турнир проходил по олимпийской системе с выбыванием. В утешительный раунд попадали участники, проигравшие в своих поединках будущим финалистам соревнований. Каждый поединок состоит из двух раундов по 3 минуты, победителем становится спортсмен, набравший большее количество баллов. По окончании схватки, в зависимости от результатов в каждом из раундов спортсменам начисляются классификационные очки.
Мужчины
Греко-римская борьба
Легенда: 

VT — победа на туше; 

PP — победа по очкам с техническим баллом у проигравшего; 

PO — победа по очкам без технического балла у проигравшего; 

SP — техническое превосходство, победа по очкам с разницей более, чем в 6 баллов с техническим баллом у проигравшего; 

ST — техническое превосходство, победа по очкам с разницей более, чем в 6 баллов без технического балла у проигравшего; 

| Соревнование | Спортсмены | Первый раунд                  | 1/8 финала           | Четвертьфинал        | Полуфинал            | Финал                | Место |
| Соревнование | Спортсмены | Соперник Результат            | Соперник Результат   | Соперник Результат   | Соперник Результат   | Соперник Результат   | Место |
| ------------ | ---------- | ----------------------------- | -------------------- | -------------------- | -------------------- | -------------------- | ----- |
| до 75 кг     | Юре Кухар  | Э. Никогосян (FRA) П 0:3 (PO) | Завершил выступление | Завершил выступление | Завершил выступление | Завершил выступление | 22    |

### Велоспорт

#### Маунтинбайк
Соревнования по маунтинбайку проводилились в построенном специально для игр велопарке. Дистанция у мужчин составляла 36,7 км, а у женщин 27,9 км.
Мужчины
| Соревнование | Спортсмены    | Результат | Место | Отставание |
| ------------ | ------------- | --------- | ----- | ---------- |
| Кросс-кантри | Грегор Крайнц | LAP       | —     | —          |

Женщины
| Соревнование | Спортсмены      | Результат | Место | Отставание |
| ------------ | --------------- | --------- | ----- | ---------- |
| Кросс-кантри | Блажа Клеменчич | 1:35:29   | 6     | +4:24      |
| Кросс-кантри | Тина Персе      | 1:40:01   | 14    | +8:56      |

### Гребля на байдарках и каноэ
Соревнования по гребле на байдарках и каноэ проходили в городе Мингечевир на базе олимпийского учебно-спортивного центра «Кюр». Разыгрывалось 15 комплектов наград. В каждой дисциплине соревнования проходили в три этапа: предварительный раунд, полуфинал и финал.
| Соревнование     | Спортсмены     | Предварительный раунд | Предварительный раунд | Предварительный раунд | Полуфинал | Полуфинал | Полуфинал | Финал                | Финал                | Итоговое место       |
| Соревнование     | Спортсмены     | Заплыв                | Время                 | Место                 | Заплыв    | Время     | Место     | Время                | Место                | Итоговое место       |
| ---------------- | -------------- | --------------------- | --------------------- | --------------------- | --------- | --------- | --------- | -------------------- | -------------------- | -------------------- |
| K-1, 1000 метров | Йост Закрайшек | 3                     | 3:45,367              | 5 (Q)                 | 1         | 3:32,307  | 7         | Завершил выступление | Завершил выступление | Завершил выступление |

### Карате
Соревнования по карате проходили в Бакинском кристальном зале. В каждой весовой категории принимали участие по 8 спортсменов, разделённых на 2 группы. Из каждой группы в полуфинал выходили по 2 спортсмена, которые по системе плей-офф разыгрывали медали Европейских игр.
Женщины
| Соревнование | Спортсмены   | Групповой этап       | Групповой этап               | Групповой этап        | Место    | 1/2 финала           | Финал                 | Итоговое место |
| Соревнование | Спортсмены   | 1 поединок           | 2 поединок                   | 3 поединок            | Место    | 1/2 финала           | Финал                 | Итоговое место |
| ------------ | ------------ | -------------------- | ---------------------------- | --------------------- | -------- | -------------------- | --------------------- | -------------- |
| До 61 кг     | Тьяша Ристич | Группа A             | Группа A                     | Группа A              | Группа A | М. Чобан (TUR) П 0:6 | За 3-е место          | 4              |
| До 61 кг     | Тьяша Ристич | Л. Иньяс (FRA) Н 0:0 | И. Коломар Коста (ESP) Н 1:1 | Н. де Вос (BEL) В 7:0 | 2 (Q)    | М. Чобан (TUR) П 0:6 | А. Ленард (CRO) П 0:6 | 4              |

### Триатлон
Соревнования по триатлону состояли из 3 этапов — плавание (1,5 км), велоспорт (40 км), бег (9,945 км).
Мужчины
| Соревнование | Спортсмены   | Плавание | Смена | Велоспорт | Смена | Бег   | Итоговое время | Место | Отставание |
| ------------ | ------------ | -------- | ----- | --------- | ----- | ----- | -------------- | ----- | ---------- |
| Мужчины      | Домен Дорник | 19:27    | 0:49  | 57:40     | 0:22  | 35:19 | 1:53:37        | 29    | +5:06      |

Женщины
| Соревнование | Спортсмены | Плавание | Смена | Велоспорт | Смена | Бег   | Итоговое время | Место | Отставание |
| ------------ | ---------- | -------- | ----- | --------- | ----- | ----- | -------------- | ----- | ---------- |
| Женщины      | Эва Сказа  | 20:45    | 0:55  | 1:06:17   | 0:33  | 43:57 | 2:12:27        | 32    | +11:59     |

### Тхэквондо
Соревнования по тхэквондо проходят по системе с выбыванием. Для победы в турнире спортсмену необходимо одержать 4 победы. Тхэквондисты, проигравшие по ходу соревнований будущим финалистам, принимают участие в утешительном турнире за две бронзовые медали.
Мужчины
| Категория | Спортсмены | Первый раунд             | Четвертьфинал      | Полуфинал                | Финал                | Место |
| Категория | Спортсмены | Соперник Результат       | Соперник Результат | Соперник Результат       | Соперник Результат   | Место |
| --------- | ---------- | ------------------------ | ------------------ | ------------------------ | -------------------- | ----- |
| до 68 кг  | Юре Пантар | А. Тагизаде (AZE) П 3:11 | Не участвовал      | За 3-е место             | За 3-е место         | 7     |
| до 68 кг  | Юре Пантар | А. Тагизаде (AZE) П 3:11 | Не участвовал      | Х. Гонсалес (ESP) П 3:11 | Завершил выступление | 7     |